# Аптечка

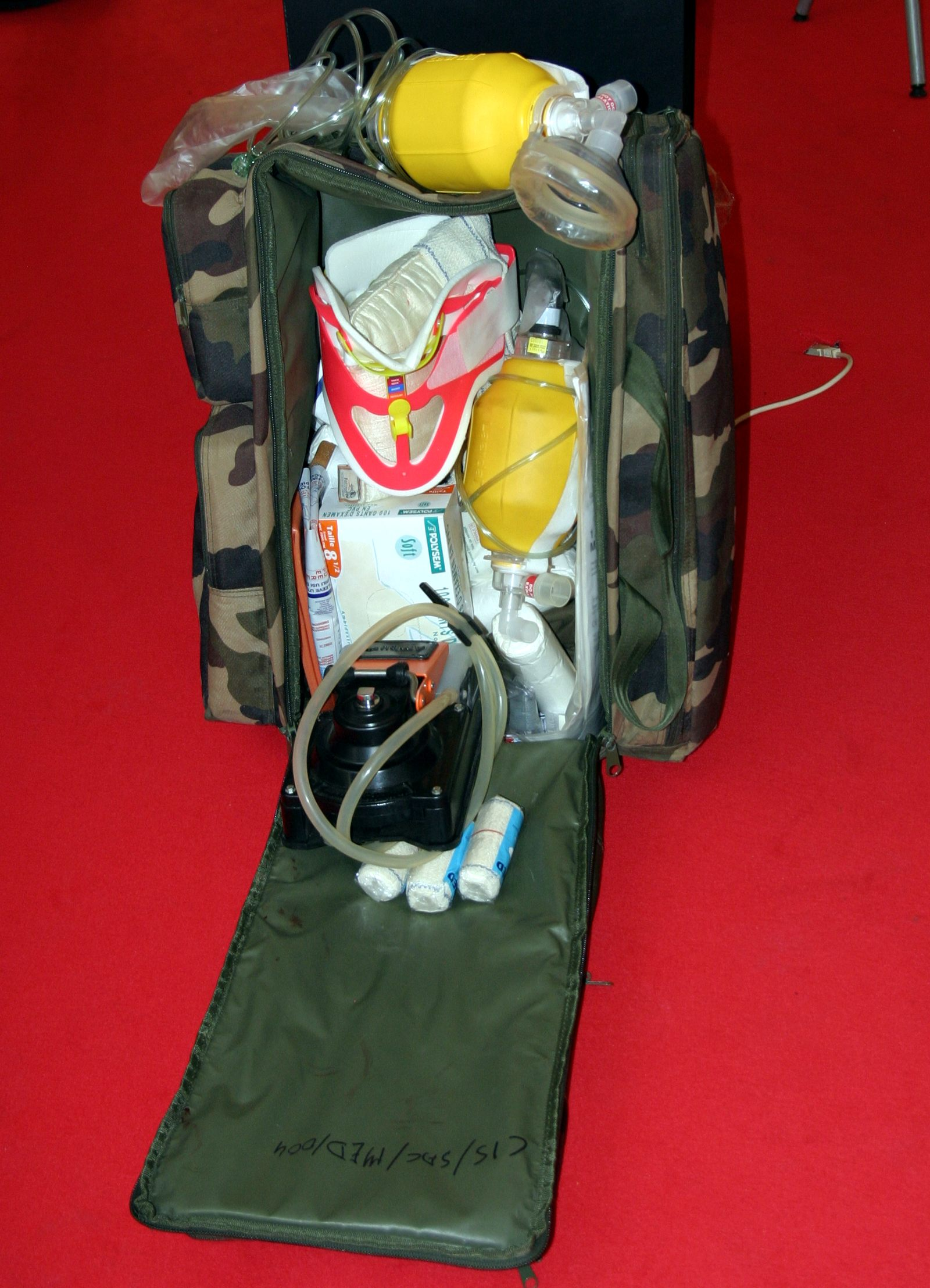
Аптечка французької армії

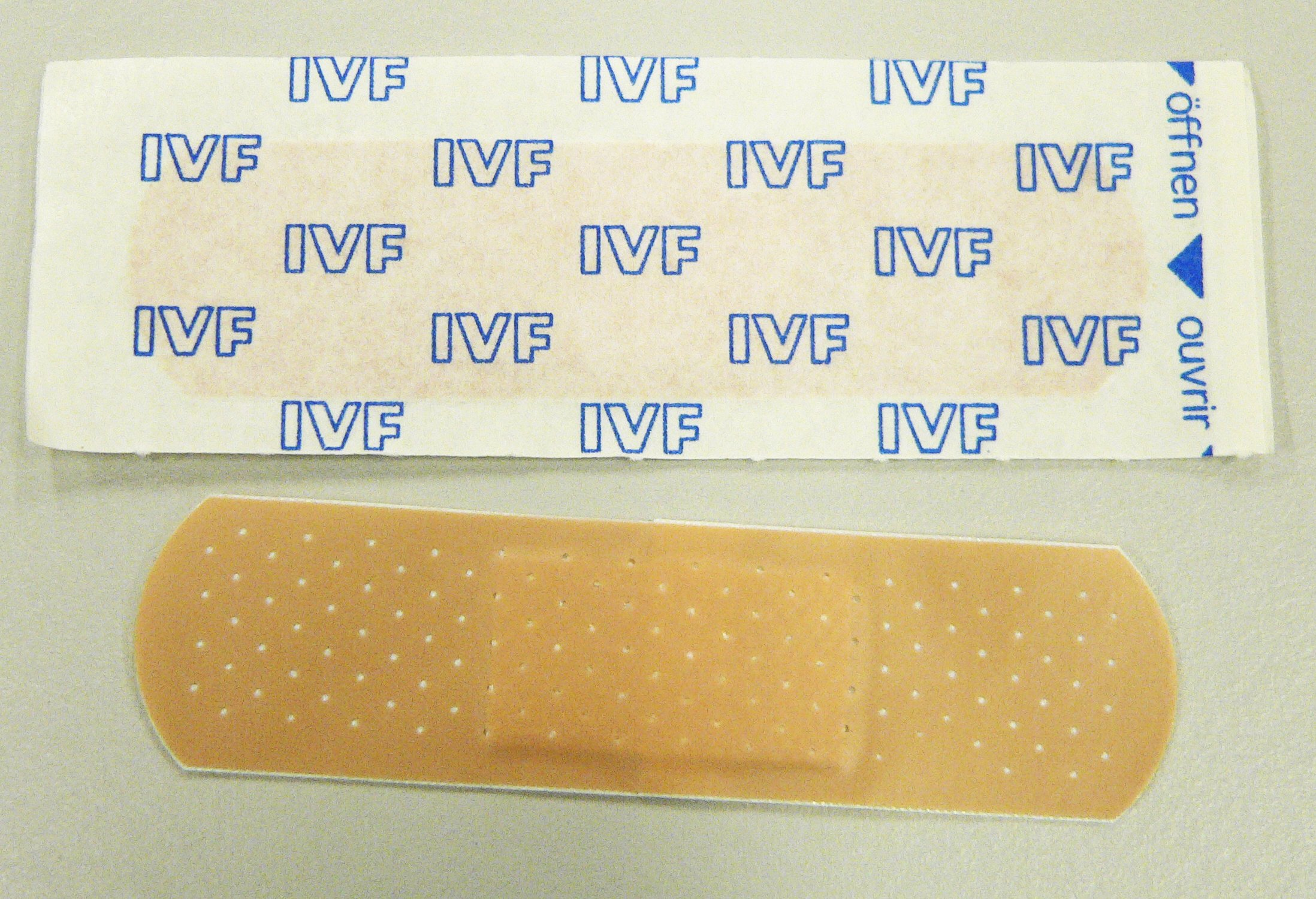
Лейкопластир — один із засобів для надання першої допомоги

Апте́чка — набір лікарських засобів, інструментів та приладів, які призначені для надання першої медичної допомоги. Аптечкою також називають ящик, сумку, в якій знаходяться лікарські засоби та інструменти. Вміст і розмір залежить від передумов надання допомоги, характеру захворювань та травм, а також кількості чоловік, яким може бути потрібна допомога.

Аптечна баночка, т.зв. albarello. Італійська кераміка епохи Відродження, так звана майоліка. Початок 16 ст.

Для забезпечення надання першої медичної допомоги усьому особовому складу під час ведення бойових дій видають засоби індивідуального медичного оснащення: аптечку індивідуальну (аналог IFAK), індивідуальний перев'язувальний пакет (бинт із прикріпленою до нього ватно-марлевою подушечкою).

## Типологія аптечок

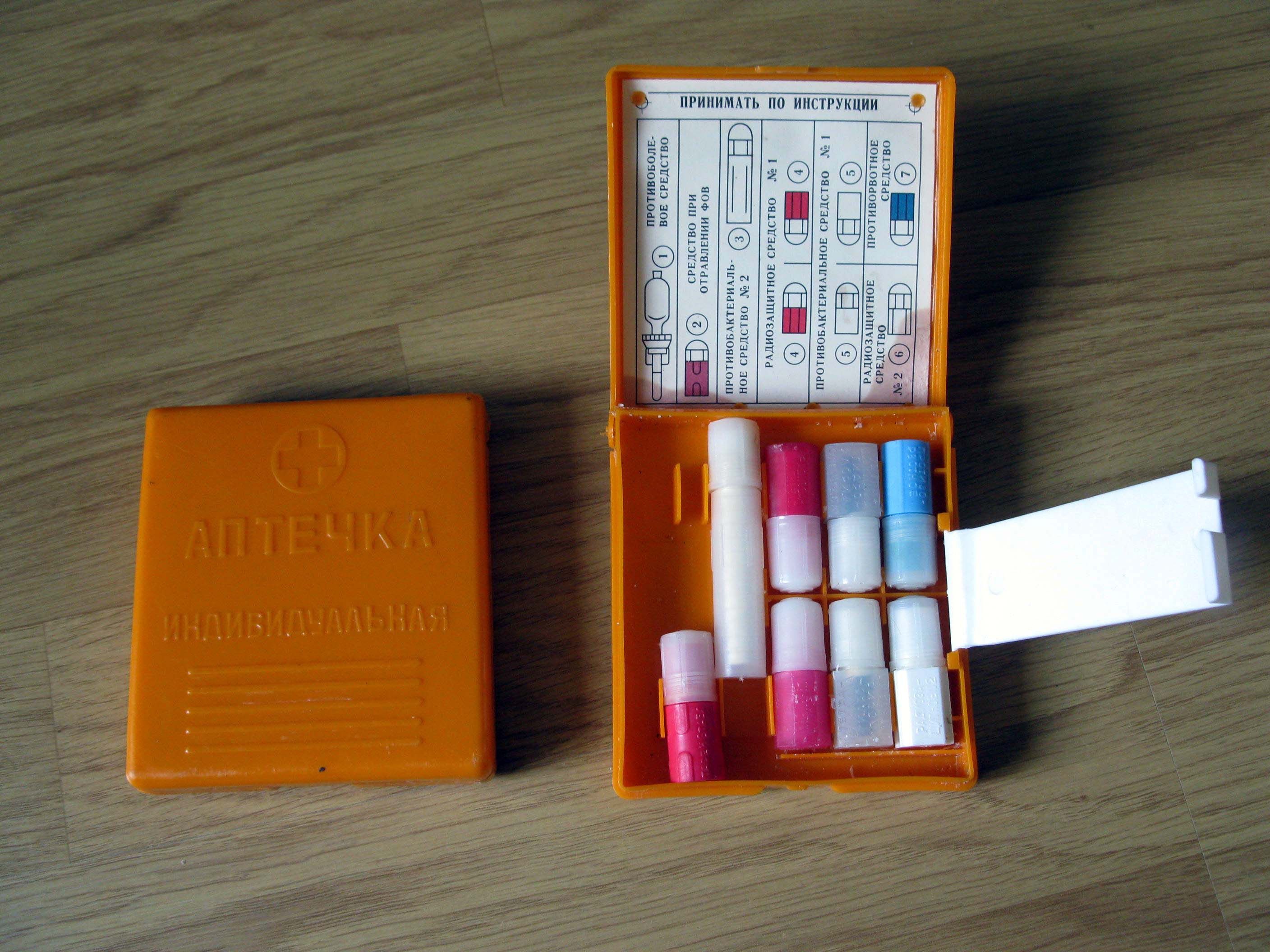
Індивідуальна аптечка (СРСР)

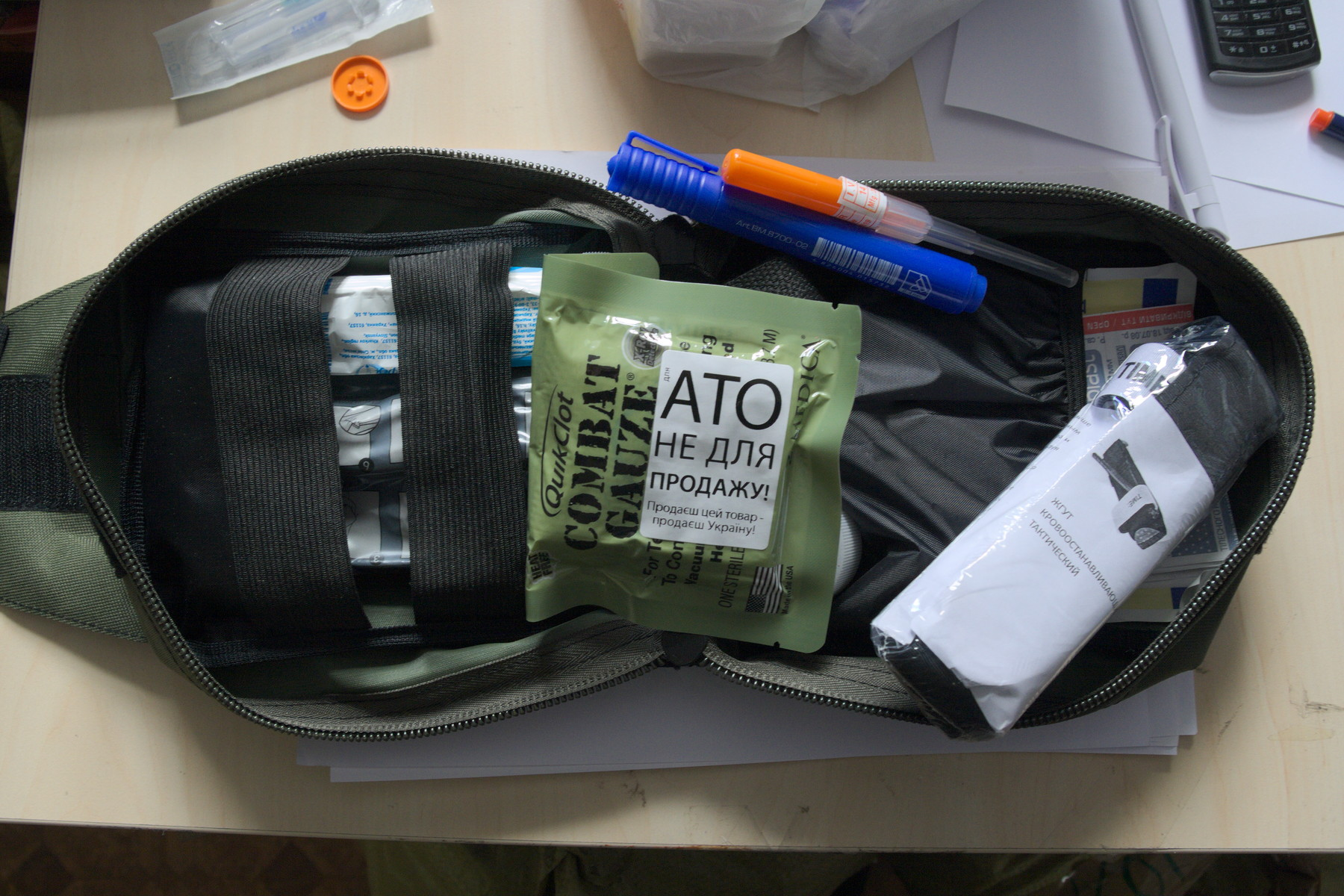
Індивідуальна аптечка «Народного тилу»

1. Медична індивідуальна — для надання першої медичної допомоги в польових умовах, наприклад при виконанні бойових дій.
2. Військова[1][2]— для надання першої медичної допомоги при пораненнях екіпажів бойових транспортних засобів колісних або гусеничних (склад: лікарські та перев'язувальні засоби, для 3-4 людей, прикріплена на бойовій машині постійно):
  - Індивідуальна — призначена для попередження або зниження дії факторів сучасної зброї, а також для надання першої медичної допомоги, являє собою пластикову коробку з наведеним переліком засобів та призначенням препаратів, вага 100 г. Серед вмісту присутні наступні лікарські засоби: засіб при отруєнні фосфоорганічними речовинами (ускладнене дихання, поява слини, порушення зору); протибольовий засіб (профілактика травматичного, або опікового шоку; радіозахисний засіб; протибактеріальний засіб (для профілактики раневої інфекції, опіках, пораненнях); протиблювотний засіб.
  - Десантна — призначена для надання першої медичної допомоги у вигляді само- і взаємодопомоги при пораненнях особового складу аеромобільних військ і морського десанту. До складу входять таблетки знезаражувальні, індивідуальний перев'язувальний пакет, джгут.
3. Автомобільна аптечка — для надання першої медичної допомоги при ДТП та аваріях на дорозі. Є а.а. для легкових автомобілів[3], вантажних та пасажирського транспорту[4].
4. Аптечка бортова літальних апаратів — присутня у літальному апараті і призначена для однієї чи трьох людей.
5. Аварійна — для надання першої медичної допомоги пораненим після вимушеної посадки військових, військово-повітряних сил.
6. Для обслуговування авіаційних літальних апаратів — використовується на летовищі, призначена для 5-8 травмованих.
7. Ветеринарна аптечка — використовується для надання першої медичної допомоги тваринам.

## Комплектація
Вміст аптечки різниться за сферами застосування, однак існують загальні принципи комплектування. Зазвичай до її складу входить:
- Набір для обробки ран і зупинки кровотеч: бинти, пластири, джгути, антисептики (спиртові розчини йоду, брильянтовий зелений та ін.) і т. д.
- Антибіотики загальної дії.
- Нітрогліцерин та його похідні.
- Антигістамінні (протиалергічні) препарати.
- Спазмолітичні препарати.
- Нашатирний спирт
- Інструмент: ножиці (переважно атравматичні), гумові рукавички, скальпель та ін.
- Засоби для детоксикації: активоване вугілля або біле вугілля, перманганат калію.

Також до складу аптечки можуть входити:
- Засоби для проведення вентиляції легень.
- Протишокові набори.
- Засоби для знезараження води — створені на основі дихлорсульфоамідобензойної кислоти та активного хлору, забезпечує знезараження однієї фляги (800 мл), воду можна вживати через 30-40 хв. після розчинення таблетки

## Маркування
Аптечка повинна розташовуватися у футлярі з твердими стінками для запобігання пошкодження ліків у скляній тарі. На аптечці повинен бути нанесений спеціальний знак для полегшення пошуку сумки у випадку необхідності. Як такий знак може використовуватися червоний хрест на білому фоні, білий хрест на зеленому фоні та ін. Усі таблетки зберігаються у пеналах, які мають різний колір та форму, що дозволяє знайти потрібний засіб у темряві, а знеболювальні розчини вміщено у шприцах-тюбиках, ковпачки яких мають різні кольори.